# 胡长清
胡长清（1948年8月24日—2000年3月8日），男，湖南常德人，中华人民共和国政治人物。曾任江西省人民政府副省长。因受贿罪、行贿罪、巨额财产来源不明罪被判处死刑，执行枪决。

## 生平
1948年8月24日，生于常德县黄土店镇一个农民家庭。家中有4个姐姐、1个哥哥。出生时母亲已经40余岁。全家8口人，土改时分得十余亩稻田和山地旱田。1954年6岁启蒙读小学，课余捡柴放牛。
1958年初小毕业，进入黄土店完全小学读高小。1960年高小毕业，进入常德县第二中学读初中。父亲去世。1966年春夏，为高三应届毕业生。其后，作为回乡知青在老家参加农业劳动。高中时期因为出身好、阶级基础好，“根红苗正”，加上字又写得很好，成为学校活动的活跃分子。
1968年3月，应征入伍，在中国人民解放军广州军区空军的工程兵部队服役。服役期间，随部队先后在酒泉鼎新机场、内蒙古土默特左旗毕克齐机场、银川贺兰山机场、陕西镇川堡机场、格尔木机场的建设施工。
1969年，由于具有高中文化、工作积极、劳动能吃苦，入伍不到一年即入党。1970年，由战士身份提干，任排长。后调入广州军区空军后勤部政治部组织处，任组织干事。
1973年，胡长清的姐姐介绍其在常德棉纺厂工作的同事金怡媛（1953年生，一说孙金元）与胡长清恋爱。1975年，胡长清与金怡媛结婚。1976年，生下长子胡威。1981年，生下长女胡梦。1978年，为家庭团聚，胡长清调入空军长沙装备定货军代表办事处任政治部干事。金怡媛从常德棉纺厂调入长沙某无线电厂工作。
1979年，以副营职转业到地方工作，在湖南省劳动厅办公室担任秘书科副科长。
1982年，通过成人高考，进入湖南师范大学中文系干部专修科学习。1985年，获得大学专科文凭。进入中国人民保险公司湖南省分公司担任办公室副主任。
1986年，升任中国人民保险公司湖南省分公司办公室主任。1987年，被上级主管领导看重，调入北京，升任中国人民保险公司办公室副主任，主持办公室工作。
1990年，调任财政部归口管理的国家税务局任办公室副主任。1991年，升任国家税务局办公室主任。
1992年，胡长清从北京大学政治学与行政管理系担任教务管理的工作人员焦某手里，私下购买了1988年至1991年修读北京大学函授学院的行政管理专业专升本（本科）毕业证书，并在其人事档案中正式使用。
1993年11月，由于国税、地税分家，司厅级的国家税务局改组为国家税务总局并升格为正部级单位，重新任命了总局领导，胡长清调离国税系统，升任国务院宗教事务局副局长。后陆续成为北京大学、中国人民大学、中央民族大学等多所高校的民族宗教等专业的兼职教授、中国书法家协会常务理事。
1995年8月，升任江西省人民政府省长助理。1995年下半年，胡长清又从已经调离北大的焦某手中购买了北京大学法学学士学位证书。1998年1月，升任江西省副省长。
1999年8月5日，胡长清率领江西代表团来参加昆明世界园艺博览会，8月6日以江西省副省长的身份主持了江西馆日的开馆仪式，8月7日离团私下单身飞往广州，却谎称前往深圳。因其乘飞机、在广州入住宾馆均使用假证件，行踪诡秘，8月9日中央决定调其回京接受调查。当月20日，江西省人大常委会免去其副省长职务。
1999年9月29日，经江西省人大常委会许可，北京市公安局对胡长清执行刑事拘留。1999年10月13日，最高人民检察院决定对胡长清被依法逮捕。1999年12月22日经中央批准，中纪委开除胡长清党籍。江西省委免去其省政府党组成员身份。
2000年2月15日，南昌市中级人民法院判处胡长清受贿罪、行贿罪、巨额财产来源不明罪，处以死刑立即执行、剥夺政治权利终身、没收个人全部财产，成了新中国建国后第一个因贪腐罪名被法院判处死刑的副省级干部。2000年3月1日，江西省高级人民法院驳回胡长清上诉，维持一审判决。2000年3月7日，最高人民法院作出核准胡长清死刑裁定，下达了胡长清死刑的执行命令。
2000年3月8日上午8点46分，因受贿、行贿和巨额财产来源不明罪在南昌北郊的瀛上刑场被执行枪决。

## 轶事
胡长清善于伪装，在家庭生活中表现极为孝顺。以至于其岳父坚决不相信他存在贪腐行为，直到看到电视新闻公布胡长清已被枪决，才知道被女婿蒙骗已久，被活活气死。
据原中共总书记赵紫阳的说法，胡长清之所以被枪决，是因为他说了不少对江泽民不满的话。
胡长清喜欢读书，但品味特殊，多是《肉蒲团》、《素女经》、《金瓶梅》等香艳题材。

## 案件余波
2024年1月11日，江西省纪委监委与江西广播电视台联合摄制的四集电视专题片《一体推进“三不腐”》第一集《永不停歇》中，披露了胡长清案主要行贿人周雪华、李梦平、周华新出狱后继续从事行贿行为一事。

## 延伸阅读
- 何能高 (抚州市中级人民法院). . 人民法院出版社. 2006年. ISBN 7802171741.